# Chlorita oshanini
Chlorita oshanini är en insektsart som beskrevs av Aleksey A. Zachvatkin 1953. Chlorita oshanini ingår i släktet Chlorita och familjen dvärgstritar. Inga underarter finns listade i Catalogue of Life.